# The Phantom Agony
The Phantom Agony ist das Debütalbum der niederländischen Symphonic-Metal-Band Epica. Es erschien am 5. Juni 2003 beim niederländischen Label Transmission Records.

## Entstehung
Nachdem der Gitarrist Mark Jansen 2002 die Band After Forever verlassen hatte, gründete er die Band Sahara Dust, mit der er die zwei Lieder umfassende Demoaufnahme Cry for the Moon veröffentlichte. Noch im selben Jahr wurde die Sängerin Helena Iren Michaelsen (Trail of Tears, Imperia) gegen die damals erst 17-jährige Simone Simons ausgetauscht und die Band daraufhin in Epica umbenannt.
Unter Mitwirkung eines sechsstimmigen Chores (darunter die langjährige Gastsängerin Amanda Somerville) und eines klassischen Streichorchesters (3× Violine, 2× Bratsche, 2× Cello und 1× Kontrabass) begannen schließlich im Januar 2003 in Sascha Paeths Gate Studio die Aufnahmen zum ersten Studioalbum The Phantom Agony, welches am 5. Juni beim niederländischen Label Transmission Records veröffentlicht wurde.

## Hintergrund
Auf The Phantom Agony führte Mark Jansen den jeweils dreiteiligen Songzyklus „The Embrace that Smothers“ (deutsch: „Die Umarmung, die erdrückt“) fort, den er mit After Forever auf deren erstem Album Prison of Desire begann. Auf Epicas drittem Studioalbum The Divine Conspiracy knüpfte er später mit weiteren drei Liedern erneut daran an. Alle Titel des Zyklus befassen sich mit den Gefahren, die von organisierter Religion ausgehen.
Das nachfolgende Album We Will Take You With Us ist die Aufzeichnung eines Liveauftritts der Band in der niederländischen Musiksendung 2 Meter Sessies und umfasst neben allen Titeln von The Phantom Agony (darunter die Tracks „Feint“ und „Run for a Fall“ als Akustikversionen) auch eine Coverversion des Songs „Memory“ aus dem Musical Cats. Es erschien sowohl als Video-DVD als auch als Audio-CD.
Auf einigen Verkaufsversionen des Albums sind zusätzlich noch Bonustracks enthalten. So enthält die amerikanische Fassung noch die kürzere Single-Version des Tracks „The Phantom Agony“. Die japanische Ausführung umfasst außerdem den Instrumental-Track „Triumph of Defeat“. Eine weitere Variante beinhaltet zudem den Titel „Veniality“, der auch schon auf der The-Phantom-Agony-Single enthalten war.

### Thematik
Die Songtexte des Albums wurden überwiegend von Mark Jansen geschrieben und nehmen zumeist Bezug auf aktuelle politische, religiöse und soziale Themen und Ereignisse.
Der dritte Titel „Cry for the Moon“ setzt sich kritisch mit sexuellem Missbrauch von Kindern durch katholische Priester auseinander.
Das vierte Lied „Feint“ nimmt Bezug auf die Ermordung des niederländischen Politikers Pim Fortuyn, der für seine kontroversen politischen Standpunkte bekannt war und deshalb am 6. Mai 2002 von einem militanten Umwelt- und Tierschützer erschossen wurde.
Der sechste Track „Façade of Reality“ thematisiert die Terroranschläge des 11. September 2001 und die religiöse Motivation der Attentäter. Er enthält zudem zwei Ausschnitte zweier verschiedener Reden Tony Blairs zum Anlass dieser Anschläge.

“This mass terrorism is the new evil in our world today.”

“For those people who lost their lives on September 11 and those that mourn them; now is the time for the strength to build that community. Let that be their memorial.”

Im siebten Lied „Run for a Fall“ verarbeitet Mark Jansen seinen Rauswurf bei After Forever, der für ihn nach eigener Aussage völlig überraschend und frustrierend war.
Der achte Titel „Seif al Din“ (arabisch سيف الدين ‚Schwert des Glaubens‘) bezieht sich auf Islamischen Fundamentalismus, insbesondere in der Form des Dschihad.

### Musik
Ähnlich wie schon bei After Forever kombiniert Mark Jansen auch bei Epica Elemente des Symphonic Metal mit Elementen des Gothic Metal. Kennzeichnend für The Phantom Agony sind insbesondere die fast durchgehende Streicherbegleitung und der teilweise lateinische Chorgesang, was die Musik, dem Bandnamen entsprechend, „episch“ wirken lässt und teilweise auch an Filmmusik erinnert.
Stilprägend sind zudem die überwiegend harten Gitarrenriffs und der melodieführende Einsatz des Keyboards. Dabei wechseln sich ständig langsame, von Chor und Orchester getragene Passagen und harte, schnelle und metallastige Stücke ab. Weiterhin kommen auch Instrumente wie Klavier („Sensorium“), Akustikgitarre („Feint“, „Run for a Fall“) und Flöte („Run for a Fall“) zum Einsatz.
Auch die gesangliche Kombination von Mark Jansens tiefen Grunts und Screams mit Simone Simons’ klarem Mezzosopran erinnert stark an die Musik von After Forever, wo Jansen noch mit der Sopransängerin Floor Jansen zusammenarbeitete.

## Rezeption
Nach Meinung vieler Kritiker knüpfte Mark Jansen mit Epicas Debütalbum nahtlos an seine Arbeit mit After Forever und insbesondere deren zweites Album Decipher an. Dabei sei es ihm erfolgreich gelungen harten Gothic Metal mit symphonischen Elementen zu verbinden und trotzdem eingängige Songs zu komponieren.
Vor allem die Leistung der Sängerin Simone Simons, die zum Zeitpunkt der Aufnahme erst 18 Jahre alt war und über keinerlei professionelle Gesangserfahrung verfügte, wurde vielfach positiv hervorgehoben. Nicht zuletzt auch die harmonische Einbindung von Chor und Orchester und die dynamischen Songstrukturen würden das Album zu einem Meisterwerk machen.
Bemängelt wurde hingegen die dominante Rolle der Gitarren, die das Keyboard zu sehr in den Hintergrund drängen würden. Zudem nutze die Sängerin Simone Simons ihr Talent noch nicht vollkommen aus und könne deshalb noch nicht an die gesangliche Qualität von Sängerinnen wie Floor Jansen heranreichen.

## Titelliste
1. Adyta (The Neverending Embrace) – 1:26
2. Sensorium – 4:49
3. Cry for the Moon (The Embrace that Smothers – Part IV) – 6:45
4. Feint – 4:19
5. Illusive Consensus – 5:00
6. Façade of Reality (The Embrace that Smothers – Part V) – 8:11
7. Run for a Fall – 6:32
8. Seif al Din (The Embrace that Smothers – Part VI) – 5:48
9. The Phantom Agony – 9:00

## Singles
- 2003: The Phantom Agony
- 2004: Feint
- 2004: Cry for the Moon